# Усычи
Усычи (укр. Усичі) — село в Торчинской поселковой общине Луцкого района Волынской области Украины.
Код КОАТУУ — 0722880902. Население по переписи 2001 года составляет 537 человек. Почтовый индекс — 45622. Телефонный код — 332. Занимает площадь 14,224 км².